# Christian Gottfried Hoffmann
Pour les articles homonymes, voir Hoffmann.
Christian Gottfried Hoffmann est un jurisconsulte allemand, né à Laubau (Lusace) le 8 novembre 1692, mort le 1er septembre 1735. 

## Biographie
Le fils du pédagogue Gottfried Hoffmann (de) (1658–1712) étudia le droit à l'université de Leipzig, où il se fit recevoir docteur en 1716, et devint, en 1718, professeur de droit de la nature et des gens. Appelé à occuper une chaire à Francfort-sur-l'Oder
en 1723, il fut nommé peu après conseiller intime du roi de Prusse et membre de l'Académie de Berlin.

## Œuvres
- De natura et origine legum Germanorum (1715);
- Historia juris romano-justinianei (1718-1726, 2 vol.);
- Novum volumen scriptorum rerum germanicarum (1719, 4 vol. in-fol.), collection précieuse;
- État actuel des finances de la France (1720);
- De insignioribus defectibus jurisprudentiæ criminalis germanicæ (1731);
- Introduction au droit public de l'empire (1734), etc.